# Agrofert
Agrofert est une société holding tchèque dont le siège est à Prague. Elle exploite des industries agro-alimentaires, des produits chimiques, de la construction, de la logistique, de la foresterie, de l’énergie et des médias de masse. Elle a été fondée en 1993 par l'homme d'affaires et ancien Premier ministre, Andrej Babiš, dont il était l'unique propriétaire jusqu'en 2017, date à laquelle il a été contraint de transférer la propriété de l'entreprise à des fonds fiduciaires contrôlés par sa famille et ses avocats afin de se conformer à la nouvelle loi sur les conflits d'intérêts adoptée par le Parlement.
La holding compte plus de 230 sociétés principalement situées en République tchèque, en Slovaquie et en Allemagne. C'est la troisième plus grande entreprise de République tchèque quant au chiffre d'affaires avec résultat supérieur à 117 milliards couronnes tchèques.